# 9358 Fårö
9358 Fårö är en asteroid i huvudbältet som upptäcktes den 29 februari 1992 i samband med projektet UESAC. Den fick den preliminära beteckningen 1992 DN7 och  namngavs senare efter den gotländska ön Fårö.
Fårös senaste periheliepassage skedde den 12 februari 2020.[Uppdatering behövs]